# إيمون هولمز
إيمون هولمز (بالإنجليزية: Eamonn Holmes)‏ هو صحفي ومقدم تلفزيوني بريطاني، ولد في 3 ديسمبر 1959 في بلفاست في المملكة المتحدة.

## وصلات خارجية
- إيمون هولمز على موقع IMDb (الإنجليزية)
- إيمون هولمز على موقع ميوزك برينز (الإنجليزية)
- إيمون هولمز على موقع قاعدة بيانات الفيلم (الإنجليزية)